# Stremț
Stremț (in latino Subalpestris, in ungherese Diód oppure Diódváralja, in tedesco Nußschloss), è un comune della Romania di 2 605 abitanti, ubicato nel distretto di Alba, nella regione storica della Transilvania.
Il comune è formato da un insieme di 4 villaggi: Fața Pietrii, Geomal, Geoagiu de Sus, Stremț.
Stremț, situata nei Monti Apuseni, è considerata la porta della regione montana, caratterizzata da numerose aree naturalistiche protette e discretamente frequentata dal turismo.